# Variatie van parameters
De methode van variatie van parameters of variatie van constanten is een methode om een particuliere oplossing te vinden van een lineaire differentiaalvergelijking. De methode is breder toepasbaar dan de methode van de onbepaalde coëfficiënten, maar vereist meer rekenwerk. 
De algemene oplossing van een lineaire differentiaalvergelijking bestaat uit de algemene oplossing van de homogene vergelijking, plus een willekeurige oplossing van de volledige vergelijking, de zogenaamde particuliere oplossing. 

## Methode voor een 2e-orde-differentiaalvergelijking
Beschouw de lineaire 2e-orde-differentiaalvergelijking:
{\displaystyle y''+a\,y'+b\,y=f(x)}
Hierin kunnen {\displaystyle a} en {\displaystyle b} zelf ook functies van {\displaystyle x} zijn.
Merk ook op dat de coëfficiënt van de tweede afgeleide gelijk is aan 1. Dit is geen echte beperking, want indien hij niet 1 is, kan de vergelijking door deze factor worden gedeeld, zodat hij 1 wordt.
Indien {\displaystyle y_{1}(x)} en {\displaystyle y_{2}(x)} onafhankelijke oplossingen zijn van de homogene vergelijking, dus met het rechterlid gelijk aan nul, dan is algemene oplossing van de homogene differentiaalvergelijking:
{\displaystyle y_{\text{H}}(x)=C_{1}y_{1}(x)+C_{2}y_{2}(x)}
De bedoeling is nu een particuliere oplossing, dus een oplossing van de volledige vergelijking, te vinden van de gedaante:
{\displaystyle y_{\text{P}}(x)=C_{1}(x)\,y_{1}(x)+C_{2}(x)\,y_{2}(x)},
waarin de constanten uit de homogene oplossing vervangen zijn door functies van {\displaystyle x}. Dit verklaart tevens de benaming van deze methode. De bedoeling is deze twee functies {\displaystyle C_{1}(x)} en {\displaystyle C_{2}(x)} te vinden.
In wat volgt wordt de variabele {\displaystyle x} niet verder opgenomen in de notatie om de formules overzichtelijk te houden.
De afgeleide van deze vooropgestelde particuliere oplossing is dan:
{\displaystyle y'_{\text{P}}=(C_{1}'y_{1}+C_{2}'y_{2})+(C_{1}y_{1}'+C_{2}y_{2}')}
Stel nu als eerste eis aan de onbekende functies {\displaystyle C_{1}(x)} en {\displaystyle C_{2}(x)} dat de eerste bijdrage in deze som nul is:
{\displaystyle (1)\quad C_{1}'y_{1}+C_{2}'y_{2}=0}
De tweede afgeleide van de particuliere oplossing is dus:
{\displaystyle y''{\text{P}}=(C_{1}'y_{1}'+C_{2}'y_{2}')+(C_{1}y_{1}''+C_{2}y_{2}'')}
Door de uitdrukkingen voor {\displaystyle y_{\text{P}}}, {\displaystyle y_{\text{P}}'} en {\displaystyle y_{\text{P}}''} in te vullen in de inhomogene differentiaalvergelijking, vindt men na herschikking:
{\displaystyle (C_{1}'y_{1}'+C_{2}'y_{2}')+C_{1}(y_{1}''+a\,y_{1}'+b\,y_{1})+C_{2}(y_{2}''+a\,y_{2}'+b\,y_{2})=f(x)}
De tweede en derde bijdrage in deze som zijn echter nul want {\displaystyle y_{1}} en {\displaystyle y_{2}} zijn oplossingen van de homogene vergelijking. Dus blijft er over:
{\displaystyle (2)\quad C_{1}'y_{1}'+C_{2}'y_{2}'=f(x)}
De eisen (1) en (2) leveren nu een stelsel in de onbekenden {\displaystyle C_{1}'} en {\displaystyle C_{2}'}. De oplossingen van dit stelsel kunnen vervolgens worden geïntegreerd om de gezochte functies {\displaystyle C_{1}} en {\displaystyle C_{2}} te vinden:
{\displaystyle C_{1}(x)=\int C_{1}'(x)\,\mathrm {d} x,\quad C_{2}(x)=\int C_{2}'(x)\,\mathrm {d} x},
waarmee de particuliere oplossing gevonden is.
De integratieconstanten bij de berekening van deze twee integralen kunnen zonder verlies van algemeenheid nul gekozen worden.

## Voorbeeld van een 2e-orde-differentiaalvergelijking
De differentiaalvergelijking:
{\displaystyle y''+4\,y'+3\,y=\sin(2x)}
heeft als algemene homogene oplossing:
{\displaystyle y_{\text{H}}=C_{1}e^{-3x}+C_{2}e^{-x}}
Er wordt dus een particuliere oplossing gezocht van de vorm
{\displaystyle y_{\text{P}}=C_{1}(x)e^{-3x}+C_{2}(x)e^{-x}}
met {\displaystyle C_{1}} en {\displaystyle C_{2}} functies van {\displaystyle x}. 
De voorwaarden voor de afgeleiden van deze twee functies zijn:
{\displaystyle C_{1}'e^{-3x}+C_{2}'e^{-x}=0}
{\displaystyle -3\,C_{1}'e^{-3x}-C_{2}'e^{-x}=\sin(2x)}
Met als oplossingen:
{\displaystyle C_{1}'=-{\tfrac {1}{2}}e^{3x}\sin(2x),\quad C_{2}'={\tfrac {1}{2}}e^{x}\sin(2x)}
zodat na integratie:
{\displaystyle C_{1}(x)={\tfrac {1}{13}}e^{3x}(2\cos(2x)-3\sin(2x))}
{\displaystyle C_{2}(x)={\tfrac {1}{10}}e^{x}(-2\cos(2x)+\sin(2x))}
De particuliere oplossing is dus:
{\displaystyle y_{\text{P}}(x)=-{\tfrac {8}{65}}\cos(2x)-{\tfrac {1}{65}}\sin(2x)}
De algemene oplossing van de inhomogene vergelijking is dan
{\displaystyle y(x)=a\,e^{-3x}+b\,e^{-x}+y_{\text{P}}(x)}
waarbij {\displaystyle a} en {\displaystyle b} echte constanten zijn. Deze worden bepaald met behulp van de randvoorwaarden.

## Hogere ordes
De methode kan veralgemeend worden voor differentiaalvergelijkingen van een hogere orde. Voor orde {\displaystyle n} dienen {\displaystyle n} functies {\displaystyle C_{k}(x)} gezocht te worden waarbij {\displaystyle k} loopt van 1 tot {\displaystyle n}. De afgeleiden van deze functies zijn de oplossingen van het stelsel:
{\displaystyle C_{1}'y_{1}^{(0)}+\ldots +C_{n}'y_{n}^{(0)}=0}
{\displaystyle C_{1}'y_{1}^{(1)}+\ldots +C_{n}'y_{n}^{(1)}=0}
....
{\displaystyle C_{1}'y_{1}^{(n-2)}+\ldots +C_{n}'y_{n}^{(n-2)}=0}
{\displaystyle C_{1}'y_{1}^{(n-1)}+\ldots +C_{n}'y_{n}^{(n-1)}=f(x)}
De determinant van dit stelsel is de zogenaamde wronskiaan.
De oplossingen dienen dan nog geïntegreerd te worden tot de gewenste functies {\displaystyle C_{k}(x)}, en de gezochte particuliere oplossing is:
{\displaystyle y_{\text{P}}(x)=C_{1}(x)\,y_{1}(x)+\ldots +C_{n}(x)\,y_{n}(x)}
waarin {\displaystyle y_{k}(x)} weer de {\displaystyle n} onafhankelijke oplossingen uit de homogene oplossing zijn.